# Латин (Плашки)
Латин је насељено мјесто у сјеверној Лици, у општини Плашки, Карловачка жупанија, Република Хрватска.

## Географија
Латин је удаљен око 5 км сјеверно од Плашког. У близини насеља пролази Личка пруга.

## Историја
До територијалне реорганизације у Хрватској налазио се у саставу бивше велике општине Огулин. Латин се од распада Југославије до августа 1995. године налазио у Републици Српској Крајини.

## Становништво
Насеље је према попису становништва из 2011. године имало 196 становника.

### Број становника по пописима
| Националност   | 2001. | 1991. | 1981. | 1971. | 1961. | 1953. | 1948. | 1931. | 1921. | 1910. | 1900. | 1890. | 1880. | 1869. | 1857. |
| бр. становника | 192   | 407   | 446   | 568   | 613   | 681   | 619   | 841   | 660   | 672   | 682   | 649   | 629   | 661   | 603   |

### Национални састав
| Националност       | 2001.       | 1991.        | 1981.        | 1971.        | 1961.        |
| Хрвати             | 96 (50,00%) | 2 (0,49%)    | 4 (0,89%)    | 3 (0,52%)    | 3 (0,48%)    |
| Срби               | 87 (45,31%) | 399 (98,03%) | 372 (83,40%) | 557 (98,06%) | 609 (99,34%) |
| Југословени        | —           | 2 (0,49%)    | 68 (15,24%)  | 2 (0,35%)    | 0            |
| остали и непознато | 9 (4,68%)   | 4 (0,98%)    | 2 (0,44%)    | 6 (1,05%)    | 1 (0,16%)    |
| Укупно             | 192         | 407          | 446          | 568          | 613          |

## Попис 1991.
На попису становништва 1991. године, насељено место Латин је имало 407 становника, следећег националног састава:
| Попис 1991.‍  | Попис 1991.‍  | Попис 1991.‍ | Попис 1991.‍ | Попис 1991.‍ |
| ------------ | ------------ | ----------- | ----------- | ----------- |
|              |              |             |             |             |
| Срби         | Срби         |             | 399         | 98,03%      |
| Југословени  | Југословени  |             | 2           | 0,49%       |
| Хрвати       | Хрвати       |             | 2           | 0,49%       |
| Муслимани    | Муслимани    |             | 1           | 0,24%       |
| неопредељени | неопредељени |             | 2           | 0,49%       |
| непознато    | непознато    |             | 1           | 0,24%       |
| укупно: 407  |              |             |             |             |